# Bassersdorf
Bassersdorf est une commune suisse du canton de Zurich.

## Géographie

Photo aérienne par Walter Mittelholzer (1920).

Bassersdorf mesure 9,02 km2.

## Démographie
Bassersdorf compte 12 062 habitants fin 2022. Sa densité de population atteint 1337 hab./km2.